# Nationalmuseum für moderne und zeitgenössische Kunst
Das Nationalmuseum für moderne und zeitgenössische Kunst (koreanisch 국립현대미술관; englisch National Museum of Modern and Contemporary Art, kurz MMCA) in Südkorea ist ein Museum für zeitgenössische Kunst mit dem Hauptmuseum in Gwacheon (seit 1986) und drei Niederlassungen in Deoksugung (seit 1998), Seoul (seit 2013) und Cheongju (seit 2018). Das Museum wurde 1969 als einziges nationales Kunstmuseum des Landes gegründet und beherbergt moderne und zeitgenössische Kunst Koreas sowie internationale Kunst aus verschiedenen Epochen.